# Grete Mostny

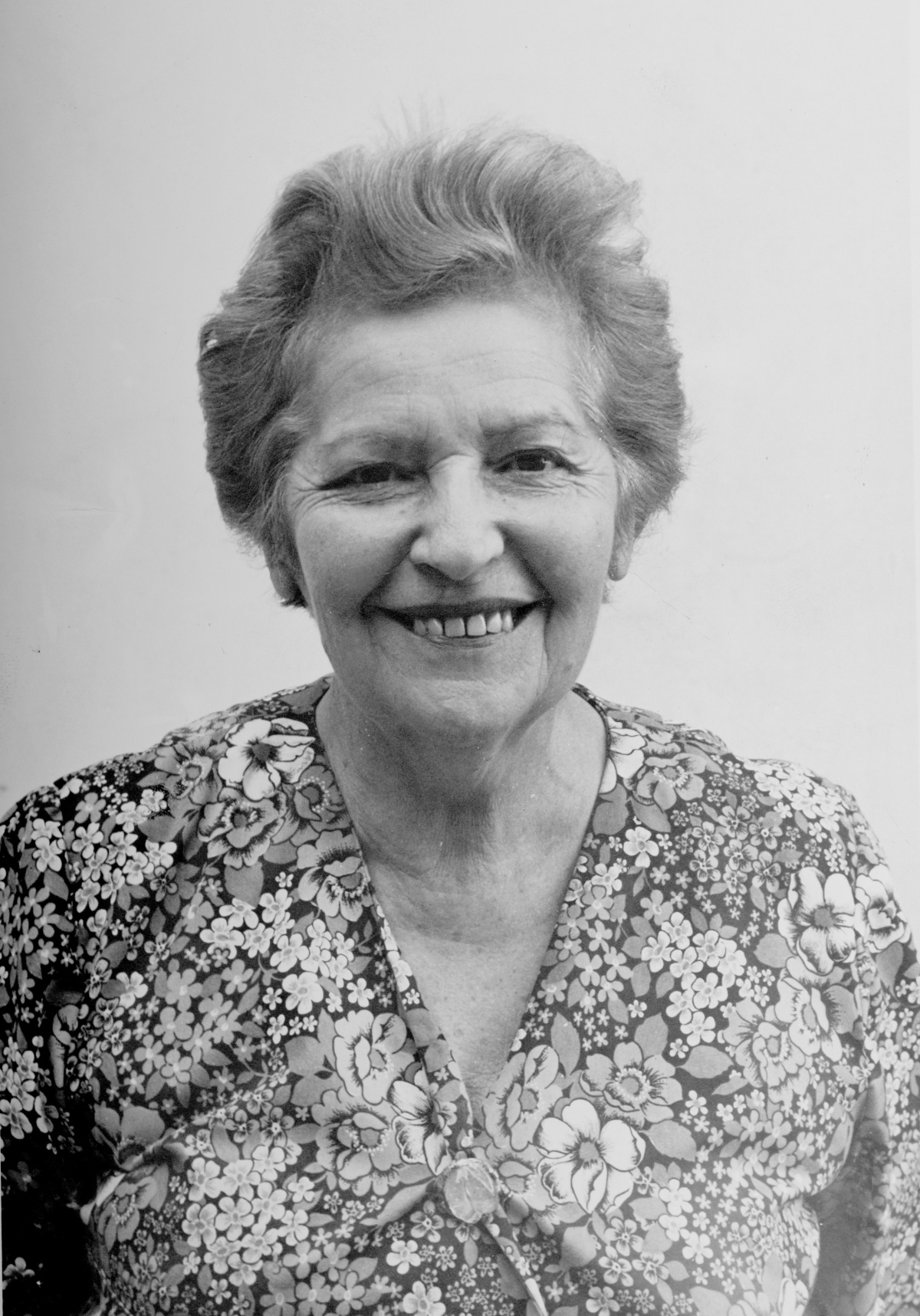
Grete Mostny

Grete Mostny Glaser (* 17. September 1914 in Linz, Österreich; † 15. Dezember 1991 in Santiago de Chile) war eine österreichisch-chilenische Archäologin.

## Leben
Grete Mostny Glaser, geborene Margarete Mostny, war die Tochter von Paul Mostny (* 1887; † 23. Mai 1929) und Julie/Juliana Mostny, geborene Glaser (* 14. Februar 1894). Ihr jüngerer Bruder hieß Kurt (* 3. März 1919, Linz; † 29. März 2010, San Mateo, Californien). Ihre jüdische Familie war Mitte des 19. Jahrhunderts aus Kaladey in Böhmen nach Linz-Urfahr gekommen und baute eine Spirituosenfabrik auf. Die Unternehmen der fünf Brüder Mostny galten als die größte „jüdische Firma“ in Linz.
1924 bis 1933 besuchte Grete Mostny das Mädchen-Realgymnasium in Linz, wo sie am 24. Juni 1933 mit der Reifeprüfung abschloss. Zum Wintersemester 1933/34 schrieb sie sich in Philosophischen Fakultät der Universität Wien ein. Sie belegte Vorlesungen in Ägyptologie, Afrikanistik, Prähistorie und Sprachen. Im Dezember 1937 stellte sie bei Wilhelm Czermak ihre Dissertation "Die Kleidung der aegyptischen Frau im alten Reich" fertig. Im März 1938, wenige Tage bevor sie das Rigorosum ablegen sollte, kam es zum Anschluss Österreichs und der damit einsetzenden Judenverfolgung. Mit approbierter Dissertation, aber ohne akademischen Abschluss wurde sie von der Universität ausgeschlossen. Sie musste sich verstecken. Die Mutter floh in die Tschechoslowakei. Das Vermögen der Familie Mostny wurde im Mai 1938 enteignet. Grete Mostny setzte ihr Promotionsstudium an der Freien Universität Brüssel fort, wo ihr 1939 der Dr.-Titel in orientalischer Philologie und Geschichte verliehen wurde. Sie ging nach Kairo und nahm an Ausgrabungen in Luxor teil.
1939 gelang es Grete Mostny, mit ihrer verwitweten Mutter und dem Bruder Kurt nach Chile zu emigrieren. Sie wurde im selben Jahr Assistentin an der Abteilung Anthropologie des Nationalmuseums für Naturgeschichte in Santiago de Chile. 1943 wurde sie Leiterin dieser Abteilung. 1946 nahm sie die chilenische Staatsbürgerschaft an. Ab 1948 lehrte sie an der Universidad de Chile. Von Oktober 1964 bis 1982 war sie Direktorin des Museums.
Sie leistete wichtige archäologische Forschung in ganz Chile. Ihrem Engagement ist es zu verdanken, dass der 1954 von Plünderern ausgegrabene Junge vom El Plomo, die Permafrostleiche eines Inka-Kinderopfers, vom Museum erworben wurde und wissenschaftlich untersucht werden konnte. Sie begründete die Feria Científica Nacional Juvenil, einen Jugendwettbewerb im Bereich Naturwissenschaften und Technik. Die Gewinner des Wettbewerbs werden mit dem Grete-Mostny-Preis ausgezeichnet.
Im Juni 2016 wurde sie mit einer Büste im Arkadenhof der Universität Wien geehrt. Seit 2013 werden herausragende Dissertationen, die im Rahmen eines Doktoratsstudiums an der Historisch-Kulturwissenschaftliche Fakultät der Universität Wien verfasst wurden, mit dem Grete-Mostny-Dissertationspreis ausgezeichnet.

## Veröffentlichungen (Auswahl)
- Peine, un pueblo atacameño. In: Publicación N° 4 del Instituto de Geografía de la Facultad de Filosofía de la Universidad de Chile 1954. S. 1–113. (PDF)
- (Hrsg.): La Momia del Cerro El Plomo. In: Boletin del Museo Nacional de Historia Natural. Band XXVII, Nr. 1. Santiago de Chile 1957. (PDF)
- Prehistoria de Chile. Ed. Universitaria, Santiago de Chile 1971. 5. Auflage 1980.
- mit Hans Niemeyer Fernandez: Arte rupestre chileno. Departamento de Exténsion Cultural del Ministerio de Educación, Santiago de Chile 1983.